# Eufaula (Alabama)
Eufaula város az USA Alabama államában, Barbour megyében. Lakosainak száma 12 882 fő (2020. április 1.).

## Népesség
A település népességének változása:

| 2010 | 13 137 |
| 2020 | 12 882 |